# Scopwick
Scopwick est un village et une paroisse civile du district non métropolitain de North Kesteven, dans le comté du Lincolnshire, en Angleterre. Sa population était de 815 au dernier recensement de 2011. La paroisse inclut également le hameau de Kirkby Green, à l'est de Scopwick. La route principale du village suit un ruisseau étroit.

## Toponymie
Le nom Scopwick est issu du vieil anglais scaep (mouton) et wick (ferme),.

## Patrimoine

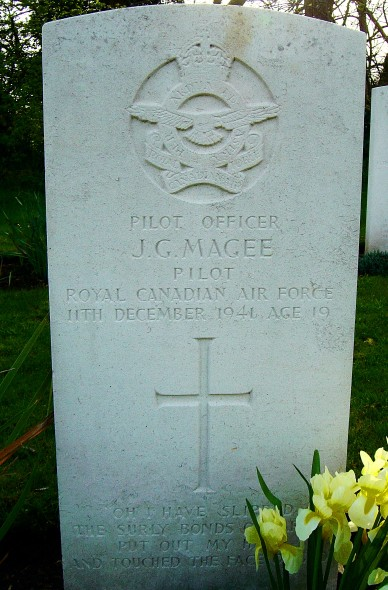
Tombe de John Gillespie Magee.

Le cimetière du village contient une parcelle de sépultures de guerre dédiées aux aviateurs des deux bases aériennes voisines : la RAF Digby (en), à l'origine RAF Scopwick, et la RAF Coleby Grange (en). Le jeune poète et aviateur de la Seconde Guerre mondiale John Gillespie Magee, Jr. (en) y est enterré.
Une partie de la tour en briques du moulin-tour de Scopwick, construit en 1827 et abandonné en 1912, est encore debout en 2022.

## Histoire
Des sépultures et des tumulus de l'âge du bronze ont été trouvés à Scopwick, ainsi que des preuves d'un peuplement romain (pièces de monnaie, poterie, sépultures, et une habitation). Une pièce de monnaie saxonne trouvée dans le village représente Offa et a été datée du VIIIe siècle.
Le village est mentionné dans le Domesday Book sous le nom de Scapeuic ou Scapewic.

## Géographie
Scopwick est situé à 10 km au sud-est de Lincoln, la capitale du comté.
Un ruisseau traverse le village en direction de Kirkby Green et se termine près de la voie ferrée qui traverse le hameau. Des poules d'eau et des colverts y ont élu domicile. La végétation y inclut menthe aquatique et fougère scolopendre. 
Au nord-ouest du village se trouve une ancienne carrière.

## Jumelage
- Sceaux-sur-Huisne (Sarthe)